# Max Planck Digital Library
Max Planck Digital Library (în română Biblioteca digitală Max Planck), cu acronimul MPDL, este o unitate centrală a Societății Max Planck. Organizația sprijină oamenii de știință din toate Institutele Max Planck cu un portofoliu larg de servicii în domeniile furnizării de informații, serviciilor de publicare, și gestionarea datelor în domeniul cercetării. Misiunea MPDL este de a oferi cercetătorilor din Societatea Max Planck un acces optim la informațiile științifice, de a oferi o infrastructură durabilă pentru gestionarea informațiilor științifice și de a sprijini Societatea Max Planck în politica sa de acces deschis. 
MDPL și organizațiile sale predecesoare sunt printre cei mai mari destinatari de informații științifice din Europa. MPDL asigură accesul la o gamă largă de reviste științifice, cărți electronice (eBooks), baze de date de specialitate și servicii extinse de publicare cu acces deschis. Împreună cu bibliotecile de la Institutele Max Planck, are grijă de o ofertă excelentă de informații științifice și oportunități de publicare.  